# Coppa delle Coppe 1965-1966
La Coppa delle Coppe 1965-1966 è stata la 6ª edizione della competizione calcistica europea Coppa delle Coppe UEFA. Fu la prima edizione cui parteciparono i vincitori della Coppa d'Islanda. Venne vinta dal Borussia Dortmund nella finale vinta contro il Liverpool.

## Primo turno
| Squadra 1          | Totale | Squadra 2          | Andata | Ritorno |
| ------------------ | ------ | ------------------ | ------ | ------- |
| West Ham United    | -      |                    | -      | -       |
| Omonia             | 1 - 2  | Olympiakos         | 0 - 1  | 1 - 1   |
| Magdeburgo         | 3 - 0  | Spora Lussemburgo  | 1 - 0  | 2 - 0   |
| Sion               | 6 - 3  | Galatasaray        | 5 - 1  | 1 - 2   |
| Wiener Neustädter  | 0 - 3  | Universitatea Cluj | 0 - 1  | 0 - 2   |
| Atlético de Madrid | 5 - 0  | Dinamo Zagabria    | 4 - 0  | 1 - 0   |
| Floriana           | 1 - 13 | Borussia Dortmund  | 1 - 5  | 0 - 8   |
| Limerick           | 1 - 4  | CSKA Sofia         | 1 - 2  | 0 - 2   |
| AGF Århus          | 4 - 2  | Vitória Setúbal    | 2 - 1  | 2 - 1   |
| Go Ahead Eagles    | 0 - 7  | Celtic             | 0 - 6  | 0 - 1   |
| KR                 | 2 - 6  | Rosenborg          | 1 - 3  | 1 - 3   |
| Coleraine          | 1 - 10 | Dinamo Kiev        | 1 - 6  | 0 - 4   |
| Dukla Praga        | 2 - 0  | Rennes             | 2 - 0  | 0 - 0   |
| Reipas Lahti       | 2 - 16 | Budapest Honvéd    | 2 - 10 | 0 - 6   |
| Juventus           | 1 - 2  | Liverpool          | 1 - 0  | 0 - 2   |
| Cardiff City       | 1 - 3  | Standard Liegi     | 1 - 2  | 0 - 1   |

## Ottavi di finale
| Squadra 1          | Totale | Squadra 2          | Andata | Ritorno |
| ------------------ | ------ | ------------------ | ------ | ------- |
| West Ham United    | 6 - 2  | Olympiakos         | 4 - 0  | 2 - 2   |
| Magdeburgo         | 10 - 3 | Sion               | 8 - 1  | 2 - 2   |
| Universitatea Cluj | 0 - 6  | Atlético de Madrid | 0 - 2  | 0 - 4   |
| Borussia Dortmund  | 5 - 4  | CSKA Sofia         | 3 - 0  | 2 - 4   |
| AGF Århus          | 0 - 3  | Celtic             | 0 - 1  | 0 - 2   |
| Rosenborg          | 1 - 6  | Dinamo Kiev        | 1 - 4  | 0 - 2   |
| Dukla Praga        | 4 - 4  | Budapest Honvéd    | 2 - 3  | 2 - 1   |
| Liverpool          | 5 - 2  | Standard Liegi     | 3 - 1  | 2 - 1   |

## Quarti di finale
| Squadra 1          | Totale | Squadra 2         | Andata | Ritorno |
| ------------------ | ------ | ----------------- | ------ | ------- |
| West Ham United    | 2 - 1  | Magdeburgo        | 1 - 0  | 1 - 1   |
| Atlético de Madrid | 1 - 2  | Borussia Dortmund | 1 - 1  | 0 - 1   |
| Celtic             | 4 - 1  | Dinamo Kiev       | 3 - 0  | 1 - 1   |
| Budapest Honvéd    | 0 - 2  | Liverpool         | 0 - 0  | 0 - 2   |

## Semifinali
| Squadra 1 | Totale | Squadra 2         | Andata | Ritorno |
| --------- | ------ | ----------------- | ------ | ------- |
| West Ham  | 2 - 5  | Borussia Dortmund | 1 - 2  | 1 - 3   |
| Celtic    | 1 - 2  | Liverpool         | 1 - 0  | 0 - 2   |

## Finale
| Squadra 1         | Risultato   | Squadra 2 |
| ----------------- | ----------- | --------- |
| Borussia Dortmund | 2 - 1 (dts) | Liverpool |

## Classifica marcatori
| Gol |  |  | Giocatore              | Squadra           |
| --- |  |  | ---------------------- | ----------------- |
| 14  |  |  | Lothar Emmerich        | Borussia Dortmund |
| 7   |  |  | Lajos Tichy            | Honvéd            |
| 6   |  |  | Jorge Alberto Mendonça | Atlético Madrid   |
| 5   |  |  | Kálmán Tóth            | Honvéd            |
| 4   |  |  | Sigfried Held          | Borussia Dortmund |
|     |  |  | Chris Lawler           | Liverpool         |
|     |  |  | Bobby Lennox           | Celtic            |
|     |  |  | Andrij Biba            | Dinamo Kiev       |
|     |  |  | Oleh Bazylevyč         | Dinamo Kiev       |
|     |  |  | Vitaliy Khmelnitsky    | Dinamo Kiev       |